# A Lost szereplőinek listája
Ez a szócikk a Lost című amerikai kaland/dráma sorozat szereplőit tartalmazza.

## Főszereplők
A sorozat legfontosabb szereplői, ábécésorrendben.

### Jelenlegi főszereplők
| Név                            | Alakítja           | Korábbi lakhelye                    | Foglalkozás/státusz (a repülőgép-szerencsétlenség előtt)                                                     | Magyar hangja                  |
| ------------------------------ | ------------------ | ----------------------------------- | --- | ------------------------------ |
| Kate Austen (1. évad–)         | Evangeline Lilly   | Iowa, Kanada                        | Szökevény | Németh Kriszta                 |
| Juliet Burke (3. évad–)        | Elizabeth Mitchell | Miami, Florida, USA                 | Szülésznő | Orosz Helga                    |
| James "Sawyer" Ford (1. évad–) | Josh Holloway      | Knoxville, Tennessee, USA           | Szélhámos-üzletember                                                                                         | Dányi Krisztián                |
| Desmond David Hume (2. évad–)  | Henry Ian Cusick   | Glasgow, Skócia, Egyesült Királyság | Egykori vitorlásversenyző, katona, díszlettervező, szerzetes                                                 | Haás Vander Péter              |
| Sayid Jarrah (1. évad–)        | Naveen Andrews     | Tikrit, Irak                        | Egykori szakács, és kommunikációs tiszt/vallató az iraki Republikánus Gárdában                               | Barát Attila György            |
| Jin-Soo Kwon (1. évad–)        | Daniel Dae Kim     | Szöul, Dél-Korea                    | Egykori "végrehajtó", portás, halász                                                                         | Kapácsy Miklós                 |
| Sun-Hwa Kwon (1. évad–)        | Yunjin Kim         | Szöul, Dél-Korea                    | Háztartásbeli                                                                                                | Lázár Erika/Nyírő Eszter       |
| Benjamin Linus (3. évad–)      | Michael Emerson    | Portland, Oregon, USA               | A DHARMA Kezdeményezés egykori alkalmazottja                                                                 | Besenczi Árpád                 |
| Claire Littleton (1. évad–)    | Emilie de Ravin    | Sydney, Új-Dél-Wales, Ausztrália    | Egykori gyorséttermi kiszolgáló, tetováló művész                                                             | Kiss Virág                     |
| John Locke (1. évad–)          | Terry O'Quinn      | Tustin, Kalifornia, USA             | Dobozgyár alkalmazottja; egykori munkás egy marihuána farmon; egykori "házi mindenes"; egykori áruházi eladó | Balázsi Gyula                  |
| Hugo "Hurley" Reyes (1. évad–) | Jorge Garcia       | Los Angeles, Kalifornia, USA        | A lottófődíj megnyerése után milliomos üzletember; korábban kiszolgáló a Mr. Kotkoda gyorsétteremben         | Fesztbaum Béla                 |
| Jack Shephard (1. évad-)       | Matthew Fox        | Los Angeles, Kalifornia, USA        | Orvos | Széles László/Debreczeni Csaba |
| Miles Straume (4. évad-)       | Ken Leung          | Inglewood, Kalifornia, USA          | Spiritiszta                                                                                                  | Bartucz Attila                 |

### Korábbi főszereplők
| Név                                 | Alakítja                 | Korábbi lakhelye                       | Foglalkozás (a repülőgép-szerencsétlenség előtt)    | Megjegyzés                                                                                 | Magyar hangja    |
| ----------------------------------- | ------------------------ | -------------------------------------- | --------------------------------------------------- | ------------------------------------------------------------------------------------------ | ---------------- |
| Boone Carlyle (1. évad)             | Ian Somerhalder          | Los Angeles, Kalifornia, USA           | Édesanyja esküvőszervező vállalatának alkalmazottja | Meghalt: lezuhant egy, a fákon fennakadt kisrepülőgéppel, és később belehalt a sérüléseibe | Seszták Szabolcs |
| Ana Lucía Cortez (2. évad)          | Michelle Rodriguez       | Los Angeles, Kalifornia, USA           | Biztonsági őr, rendőr                               | Meghalt: Michael lelőtte a Hattyú állomásban                                               | Kéry Kitti       |
| Mr. Eko (2-3. évad)                 | Adewale Akinnuoye-Agbaje | Nigéria                                | Egykori drogkereskedő, egykori pap                  | Meghalt: megölte a "Szörny"                                                                | Csuja Imre       |
| Nikki Fernandez (3. évad)           | Kiele Sanchez            | Los Angeles, Kalifornia, USA           | Szélhámos, színésznő                                | Meghalt: élve eltemették, mert halottnak hitték a paralízis miatt                          | Nyírő Eszter     |
| Libby (2. évad)                     | Cynthia Watros           | Newport Beach, Kalifornia, USA         | Pszichológus                                        | Meghalt: Michael rálőtt a Hattyú állomásban, és később meghalt                             | Orosz Anna       |
| Daniel Faraday (4-5. évad)          | Jeremy Davies            | Essex, Massachusetts, USA              | Fizikus                                             | Meghalt: Elise Hawking rálőtt 1977-ben.                                                    | Láng Balázs      |
| Charlotte Staples Lewis (4-5. évad) | Rebecca Mader            | Essex, Egyesült Királyság              | Kulturális antropológus                             | Meghalt: az időugrás mellékhatása a halálát okozza.                                        | Hámori Eszter    |
| Charlie Pace (1-3. évad)            | Dominic Monaghan         | Manchester, Anglia, Egyesült Királyság | Basszusgitáros a Drive Shaft-ben                    | Meghalt: Mikhail egy robbanásától hatalmas mennyiségő víz zúdult rá, ebbe fulladt bele     | Tóth Roland      |
| Paulo (3. évad)                     | Rodrigo Santoro          | Brazília                               | Szélhámos, szakács                                  | Meghalt: élve eltemették, mert halottnak hitték a paralízis miatt                          | Hegedűs Miklós   |
| Shannon Rutherford (1-2. évad)      | Maggie Grace             | Los Angeles, California, USA           | Balett-tanár                                        | Meghalt: Ana-Lucia véletlenül lelőtte a dzsungelben                                        | Solecki Janka    |
| Michael Dawson (1-4. évad)          | Harold Perrineau Jr.     | New York, New York, USA                | Építész, vázlattervező                              | Meghalt: felrobbant a Kahana nevű hajóval együtt                                           | Megyeri János    |
| Walt Lloyd (1. évad-)               | Malcolm David Kelley     | Sydney, Új-Dél-Wales, Ausztrália       | Általános iskolai tanuló                            | Apjának köszönhetően elhagyta a szigetet, új életet kezdett.                               | Jelinek Márk     |

## Fontosabb mellékszereplők

### A repülőgép-szerencsétlenség túlélői
Az alábbi szereplők az Oceanic Airlines 815-ös járatának túlélői.

#### Rose Nadler (1. évad-)
Fő szócikk: Rose Nadler
Rose Nadler egy túlélő, aki a repülőgép törzs részében utazott. Bernard Nadler felesége.

#### Bernard Nadler (2. évad-)
Fő szócikk: Bernard Nadler
Bernard Nadler egy túlélő, aki a katasztrófa idején a repülőgép farokrészében tartózkodott, így ennek a résznek a túlélőivel vészelt át másfél hónapot, mígnem csatlakozott a géptörzs túlélőihez. Rose Nadler férje.

#### Vincent (1. évad-)
- Alakítja: Madison
- Úgy is ismert, mint: "a kutya", "Vinnie"
- Utazásának oka/célja: Michael és Walt magukkal akarta őt vinni New Yorkba.

Vincent Walt kutyája (labrador retriever), aki korábban Brian Porter-é (Walt nevelőapja) volt. A repülőgép-szerencsétlenség után Jack a dzsungelben vélte látni őt. Később, John Locke rátalált, és visszavezette a táborba. Mielőtt a tutaj elindult, Walt Shannon-ra bízta őt, mert úgy vélte, segítségére lehet Boone halálának feldolgozásában. Sokszor elszökött a táborból, és felbukkanásakor gyakran valami fontos (olykor rossz) dolog történt. Segítségével találtak rá a túlélők az elhagyatott DHARMA furgonra, amibe Sawyer őt is beleültette. Amikor Nikki és Paulo paralízis állapotába került, megérezte, hogy életben vannak. A túlélőkkel együtt ő is elment a rádiótoronyhoz.

#### Aaron Littleton (1. évad-)
- Alakítja: többen
- Úgy is ismert, mint: "a baba", "Céklafej"
- Utazásának oka/célja: A repülőgépen még anyja, Claire hasában volt.

Claire nem akarta felnevelni a kisbabáját, akit születése után Aaron-nak nevezett el (Mózes testvére a Bibliában). Nevelőszülőkre szándékozott bízni őt. Egy jövendőmondó azt mondta Claire-nek, a kisbabára rossz sors vár, ha nem az anyja neveli fel. Claire ellenkezett, mire a jövendőmondó kijelölt egy Los Angeles-i párt, akiknél biztonságban lehet a kicsi. Ez végül nem valósulhatott meg, mert a járat, amivel Claire utazott, lezuhant a szigetre. Megszületése után, Danielle Rousseau elrabolta Aaron-t, hogy elcserélje a lányára, Alex-re; Charlie és Sayid azonban visszavették tőle. Charlie később rémálmokon keresztül jött rá, hogy Aaron nagy veszélyben van, és meg kell keresztelni. Ellopta őt, és elvitte a tengerhez, de Locke erőszakkal elvette tőle. Végül Mr. Eko megkeresztelte a kicsit Claire-rel együtt. Charlie nagyon jó kapcsolatban volt Aaron-nal, mielőtt meghalt.
A "Légi posta" című epizódból kiderült, hogy Jack Shephard Aaron nagybátyja, Christian Shephard pedig a nagyapja.
Az Eggtown c. részből kiderül, hogy Aaront a Szigetről való kikerülésük után Kate neveli saját gyermekeként.

#### Edward Mars (1. évad)
- Alakítja: Fredric Lehne
- Úgy is ismert, mint: "a békebíró", "a repeszes férfi"
- Foglalkozása: békebíró
- Utazásának oka/célja: A szökevény Kate Austen USA-ba való elszállítása.

Edward Mars három éven keresztül üldözte Kate-et, míg Ausztráliában el nem kapta őt. Az Oceanic 815-ös járatával akarta az államokba vinni. A gépen, Mars eszméletét vesztette, mert fejbe találta egy aktatáska. A szigeten, Jack hosszasan próbálkozott a megmentésével, de súlyos sérülése (egy fémdarab fúródott belé) megnehezítette munkáját. Mars figyelmeztette őt Kate veszélyességére a kezelések alatt. Megkérte Kate-et, hogy ölje meg, mert nem akart tovább szenvedni. Ezt végül Sawyer tette meg helyette, de elvétette a lövést, és átlyukasztotta Mars tüdejét. Órákba tellett, mire meghalt. Eltemetése után, Jack és Kate újból kiásta, hogy elvegyék tőle a fegyverláda kulcsát.

#### Dr. Leslie Arzt (1. évad)
- Alakítja: Daniel Roebuck
- Úgy is ismert, mint: "Arnzt"
- Foglalkozása: középiskolai biológia tanár
- Utazásának oka/célja: Ismeretlen

Arzt a szigeten azzal töltötte idejét, hogy különféle ritka, sőt, felfedezetlen élőlényeket gyűjtögetett össze, remélve, hogy hírnévre tehet szert ezek révén. Jó kapcsolatban volt Nikki-vel. Rajzolt neki egy térképet, hogy segítsen neki megtalálni elveszett csomagját. Megmutatott neki a medúzapókot, amit fogott, és elmondta, hogy ha ez megcsíp valakit, paralízisbe esik, és annyira lelassulnak életműködései, hogy még egy orvos is halottnak mondaná.
Amikor tudomást szerzett a tutaj vízre bocsátásának tervéről, figyelmeztette Michael-t a monszun évszak bekövetkeztére, ami kedvezőtlen körülményeket teremt a tutaj irányításához. Arzt csatlakozott a csapathoz, akik a Fekete Sziklához indultak dinamitért. Útközben, rátámadt a "Szörny", de szerencséjére megmenekült. Ám megérkezve a hajóroncshoz, sorsa rossz fordulatot vett. Amikor a dinamitok biztonságba helyezéséről gondoskodott, nem lévén elég óvatos, felrobbant.

### A Többiek

#### Bea Klugh (2-3. évad)
A "Többiek” tagja, körülbelül akkora hatalommal bír, mint Tom. Mikor először megjelent a sorozatban, csak a vezetékneve volt ismert, keresztneve később derült ki, amikor Tom így szólította. A Láng állomásnál Mihail lelőtte, de nem teljesen biztos, hogy meg is halt.
Neve lehetséges, hogy szójáték a be a clue kifejezésre.

#### Cindy Chandler (1-3. évad)
- Alakítja: Kimberley Joseph
- Foglalkozása: légi utaskísérő
- Utazásának oka/célja: Az Oceanic Airlines-nál dolgozott.

Cindy Chandler szerelmével, Gary Troup-pal utazott a gépen, de nem ugyanott zuhant le, ahol Gary. Míg ő a farokrész túlélőivel együtt az óceánba zuhant, Gary a sziget másik részén meghalt. Cindy megmenekült a "Többiek" támadásaitól, minek során szinte mindenkit erőszakkal magukkal vittek. A 48. napon, amikor Ana-Lucia vezetésével a géptörzs túlélőinek táborába meneteltek, Cindy-t is foglyul ejtették. Jóval később, Zack-kel és Emmával a Hydra szigeten felkereste a ketrecbezárt Jack-et, és az akkor már halott Ana-Lucia felől érdeklődött. Nem úgy nézett ki, mint aki túl sokat szenvedne. A "Bilincsben" című epizódban, láthattuk, hogy ő is a "Többiek"-kel tartott a korábbi lakhelyükre. Locke segített neki felállítani a sátrát.

#### Zack és Emma (2-3. évad és 6. évad)
- Alakítja: Kiersten Havelock (Emma) and Mickey Graue (Zack)
- Utazásuk oka/célja: Ismeretlen

Az Oceanic 815-ös járatának lezuhanása után, Ana-Lucia és Eko mentette ki a kis Zack-et és Emmát a tengerből. A 12. szigeten töltött napon, a "Többiek" elrabolták őket. Körülbelül két hónappal később, Cindy-vel együtt odamentek a fogvatartott Jack-hez. Emma kérésére Cindy megkérdezte Jack-től, hogy van Ana-Lucia, mire Jack dühös lett, és elzavarta őket. A "Bilincsben" című epizódban, Cindy sátránál láthattuk a két gyereket.

### A DHARMA Kezdeményezés tagjai

#### Marvin Candle/Mark Wickmund/Edgar Halliwax (2. évad-)
Igazi neve Pierre Cheng

#### Roger Linus (3. és 5. évad)
Ben Linus apja, gondnokként dolgozott a DHARMA Kezdeményezésnél. Holttestét Hurley találta meg a DHARMA kisbuszban.

#### Horace Goodspeed (3-5. évad)
A DHARMA Kezdeményezés munkása. Feleségével Oliviával a Szigeten élt. A megtisztításban meghalt.

### AKahanalegénysége

#### Naomi Dorrit (3-5. évad)
Bővebben: Naomi Dorrit

#### Frank Lapidus (4. évad-)
Bővebben: Frank Lapidus

#### Martin Keamy (4-5. évad)
Bővebben: Martin Keamy
George Minkowski (3-4. évad)
GeorgeGeorge volt a felelős a ki és bejövő hívásokért a hajón. Ő lépett először kapcsolatba a Szigeten lévő túlélőkkel.
George Minkowski felelt a kommunikációért a hajó fedélzetén, minden ki- és bejövő hívást ő kezelt. Miközben a legénység tartotta a kapcsolatot megbízójukkal, Penelope Widmore is igyekezett kapcsolatba kerülni a hajóval. A rádiót kezelő férfinak megtiltották, hogy válaszoljon a nőtől érkező hívásokra. Naomi valószínűleg itt szerzett információkat Peneloperól és Desmondról, amit persze később tökéletes fedősztoriként használt fel a Szigeten való tartózkodása alatt, miközben valódi célját próbálta eltitkolni. Amikor Jack a műholdas telefon segítségével kapcsolatba került a hajóval, Minkowski biztosította a túlélőket, hogy elmennek értük. Dorrit a Kahanán tartózkodó férfi utasítása alapján átállította a nyomkövető frekvenciát, hogy a hajóról be lehessen mérni a Szigetet. Miután ez megtörtént, egy 4 tagú személyzet érkezett a Szigetre helikopterrel. Daniel Faraday lépett utolsóként kapcsolatba George-dzsal a rádiótelefonon.
A teherhajó lehorgonyzott a Csendes-óceánon, Minkowski és egyik munkatársa pedig unalmukban csónakba ültek, és megpróbálták közelebbről megnézni a Szigetet. A férfi partnere, Brandon az út során teljesen bekattant, úgyhogy nem sokkal később vissza kellett fordulniuk. A Sziget környezetében érhette őket valamiféle káros sugárzás, amitől fura tünetek jelentkeztek.
Brandon visszatértük után agyi verőértágulás következtében meghalt (agyi aneurizma). Minkowski szintén bekattant, és a hajó legénysége a gyengélkedőn lekötözte egy ágyhoz, mielőtt kárt tenne magában. Ray, a hajó orvosa az elkövetkező napokban nyugtatókkal tömte. Időközben a rádiószobában valaki tönkre vágta a kommunikációs berendezést, de George nem bírta helyrehozni, mivel szerencsétlen szabadulni sem tudott. Miután a túlélők eljutottak a hajóra, Desmondnál is megjelentek a fura tünetek. Ő is a gyengélkedő szobában volt kénytelen raboskodni. Hume és Sayid egy későbbi időpontban próbálták a kilátásaikat megbeszélni, de ekkor az ágyhoz kötözött férfi felismerte Dest. A fickó elmondta, hogy Penelope Widmore próbált kapcsolatba lépni a hajóval. Minkowski felajánlotta a volt katonának, hogy eljuttatja a kommunikációs szobába, ahol kapcsolatba léphet a nővel, miután megjavították a berendezést. A két barát kiszabadította George-ot, de a férfi már egyre rosszabb állapotban volt. Miután eljutottak a rádiókhoz, a kommunikációért felelős embere agya elszállt, és rángatózni kezdett. Végül agyi aneurizma következtében Desmond karjaiban halt meg. George-ot, Fisher Stevens alakította.

#### Gault kapitány (4. évad)
Első megjelenés: "Ji Yeon"—Utolsó megjelenés: "Cabin Fever"
Gault kapitányA férfi a Kahana teherhajó kapitánya volt, ami a Sziget közelében állomásozott. Miközben Sayid és Des a hajón tartózkodtak, Ben beépített embere figyelmeztette őket, hogy a ne hallgassanak a kapitányra. Jarrah több alkalommal is követelte, hogy találkozhasson vele, ami a „Ji Yeon” c. részben meg is történt. Ray meglátogatta Sayidékat, hogy kivigye őket a kapitányhoz. Odakint azonban észrevették, hogy Regina súlyos láncokkal a testén a tengerbe ugrott. Gault nem is próbálta megmenteni a nőt, mert nem akarta, hogy több ember veszítse életét.
Hume megkérdezte, hogy mi történik a hajón, erre ő azt felelte, hogy egyfajta klausztrofóbiát okozhat a sziget közelsége, de nem tudnak megfordulni, mert egy szabotőr tönkretette a motort. Ha megjavítják, biztonságos vizekre hajóznak, ahogy parancsba kapták Charles Widmore-tól. Desmond megdöbbent, és a kapitány is tudja, hogy ők ketten ismerik egymást. Ezután felmentek a férfi helyiségébe, ahol Gault elővette az Oceanic 815 feketedobozát, amiért Widmore egy vagyont fizetett, majd elmondta, hogy megtalálták Bali partjainál a holttesteket és a roncsokat. Szerinte rengeteg pénz és munka kell egy repülőgép-katasztrófa meghamisításához. Épp ezért akarják megtalálni Benjamin Linust.
Másnap Sayid és Des egy újabb látogatást tett a kapitánynál. Miután meghallgatták Michael történetét, és kiderült a férfiról, hogy Benjamin beépített embere, Jarrah annyira bedühödött, hogy egykori barátját lefogta, és elráncigálta Gaulthoz. Mic és Desmond hiába tiltakozott, benyitottak a kapitány kabinjába, majd az iraki mindent kitálalt Dawson kilétéről. A „Cabin Fever” c. epizódban a kapitány nem nézte jó szemmel Martin hadjáratát a Sziget ellen, de amikor megpróbált közbeavatkozni, az életével fizetett. Keamy lelőtte. Utolsó jótetteként kimenekítette Sayidot, aki egy gumicsónakkal elindult a Szigetre, hogy a hajóra szállítsa a túlélőket. Gault kapitányt a filmben "Grant Bowler" alakította.